# Pietro Omodei Zorini
Pietro Omodei Zorini, citato anche come Piero (Granozzo con Monticello, 17 dicembre 1893 – Novara, 26 febbraio 1974), è stato un avvocato, calciatore e arbitro di calcio italiano, di ruolo mediano.

## Carriera
Nel 1908 è tra i fondatori della Football Association Studenti Novara, l'attuale Novara Calcio, dove militerà nella sua prima partecipazione al campionato italiano, nella stagione 1912-1913.
La stagione seguente passa alla Juventus. Esordisce contro il Racing Libertas Club il 12 ottobre 1913 in una vittoria per 3-1. La sua ultima partita in bianconero fu contro l'Amatori Torino, il 14 dicembre 1919, finita 3-1 per la Juventus. Nelle sue tre stagioni in bianconero collezionò 34 presenze e una rete.
Muore a Novara il 26 febbraio 1974.
Nelle stagioni 1930-1931 e 1931-1932 svolse l'attività di arbitro. Fu membro della Commissione d'Appello Federale nel 1945, membro della Lega Nazionale fino al 1955 e in seguito proboviro della F.I.G.C..

## Statistiche

### Presenze e reti nei club
| Stagione        | Club            | Campionato      | Campionato | Campionato | Altre coppe | Altre coppe | Altre coppe | Totale | Totale |
| Stagione        | Club            | Comp            | Pres       | Reti       | Comp        | Pres        | Reti        | Pres   | Reti   |
| --------------- | --------------- | --------------- | ---------- | ---------- | ----------- | ----------- | ----------- | ------ | ------ |
| 1912-1913       | Novara          | A               | ?          | ?          | -           | -           | -           | ?      | ?      |
| 1913-1914       | Juventus        | A               | 19         | 1          | -           | -           | -           | 19     | 1      |
| 1915-1916       | Juventus        | -               | -          | -          | CF          | 10          | 0           | 10     | 0      |
| 1919-1920       | Juventus        | A               | 5          | 0          | -           | -           | -           | 5      | 0      |
| Totale Juventus | Totale Juventus | Totale Juventus | 24         | 1          |             | 10          | 0           | 34     | 1      |
| Totale carriera | Totale carriera | Totale carriera | 24+        | 1+         |             | 10          | 0           | 34+    | 1+     |